# Renault TV
Renault TV est une chaîne de télévision française consacrée à l'univers Renault.
La chaîne diffuse des émissions de divertissement, des essais et courses automobiles, des documentaires sur les voyages, la technologie et l'environnement mais aussi des documentaires historiques sur la marque au losange.
La chaîne est disponible de 2009 à 2013 à la télévision via le bouquet Freebox TV. Elle l'est depuis 2009 sur Internet via son site web et ses chaînes digitales sur YouTube et Dailymotion.